# 후지 (전함)
후지(富士)는 일본 제국 해군의 전노급전함 후지형 전함의 1번함이다. 일본 해군의 현대식 전함 중 제1호이다. 일본 해군 군함 중에서 최고 두께인 최대 457mm 장갑을 가지고 있었다. 함 이름은 일본의 최고봉 후지산에서 따온 것으로 메이지 시대 초기의 군함 슬루프 후지산에 이어 2대째 명칭이었다.

## 개요
후지형 전함 2척을 포함한 1891년 군함 건조 예산은 제2회 의회에서 부결되었고, 이듬해 제3회 의회, 제4회 의회에서도 부결되었다. 이에 메이지 천황이 스스로의 궁중 비용을 절약하겠다는 건함 조칙을 공표했고 마침내 의회를 통과했다. 함은 영국 런던의 템즈 철공소에서 건조되었고, 1897년 준공에 앞서 영수 군함 기치를 내걸었다. 이것은 스핏헤드에서 열리는 빅토리아 여왕의 즉위 60 주년 기념 관함식에 참가하기 위한 조치였다.
러일 전쟁에서 주력 전함으로 미카사를 기함으로 하는 제1함대 제1전대에 소속되었다. 여순항 해전, 여순항 포위 작전, 황해 해전, 쓰시마 해전과 주요 작전에 참가했다.
1912년에 해방함으로 함종 분류를 변경하였고, 보일러 교체 등을 하여 운용 기술 연습선으로 사용되었다. 워싱턴 해군 군축 조약에 따라 무장, 장갑을 철거하여 특무함(운송함)으로 사용하다가 이후 연습특무함이 되었다. 1926년부터 요코스카 에미 해안에 계류되었다가 이후에는 추진기를 철거하고 목조 강당을 마련하여 교사로 사용했다. 그 후에도 신설된 해군 항해 학교의 시설로 사용되었지만, 전쟁이 끝나기 직전 공습으로 불타 침몰했고, 전쟁이 끝난 후 해체되었다.

## 연표
- 1894년 8월 1일 영국, 테임즈 철공소에서 기공
- 1896년 3월 31일 진수
- 1897년 6월 14일 빅토리아 여왕 즉위 60주년 기념 관함식에 참가
- 1897년 8월 17일 준공
- 1897년 10월 31일 요코스카에 도착
- 1898년 3월 21일 1등전함에 분류
- 1898년 11월 19일 상비함대 천황이 열병식을 참관
- 1902년 8월 26일 간몬 해협을 후지형 전함 최초로 통항
- 1904년 제1함대 제1전대의 3번함으로 러일 전쟁에 참여
  - 2월 9일부터 여순항 해전, 여순항 포위 작전에 투입
  - 8월 10일 황해 해전에 참가
- 1905년 5월 27일 ~ 5월 28일 쓰시마 해전에 참가
- 1912년 8월 28일 일등해방함으로 등급 변경
- 1913년 운용 기술 연습선으로 지정
- 1922년 9월 1일 특무함으로 편입되어 운송함으로 분류됨
- 1922년 12월 1일 연습특무함으로 분류 변경
- 1926년 요시우리(吉浦) 해안에 정박 계류
- 1934년 추진기를 철거
- 1939년 가치료큐 곶 부근으로 이동
- 1945년 7월 18일 피폭을 당해 침몰
- 1945년 11월 30일 퇴역
- 1948년 5월 1일 - 8월 15일 우라가 도크에서 해체

## 참고자료
- 泉江三 『군함 메커니즘 도감 –일본의 전함 上』 그랑프리 출판, 2001년, ISBN 4-87687-221-X
- 해군역사보존회 『일본해군사』 제7권, 제9권, 제10권, 第一法規出版, 1995년
- 片桐大自 『연합함대 군함 명명전』 光人社, 1993년 ISBN 4-7698-0386-9
- 잡지「丸」편집부 『사진 일본의 군함 제2권 전함II』 光人社, 1989년 ISBN 4-7698-0452-0
- 福井静夫『福井静夫 저작집 제1권 日本戦艦物語(1)』光人社, 1992년 ISBN 4-7698-0607-8
- 『관보』